# Орехов, Валентин Егорович
Валентин Егорович Орехов (1927 — 24 апреля 2019) — Герой Социалистического Труда (1959).

## Биография
Родился в 1927 году в деревне Свобода Дзержинского района Калужской области.
По одним данным, 11 августа 1959 года Указом Президиума Верховного Совета СССР рабочему Орехову Валентину Егоровичу Лебединского горно-обогатительного комбината присвоено звание Героя Социалистического Труда за достигнутые успехи в развитии металлургической промышленности.
По другим данным, за выдающиеся успехи, достигнутые в деле развития железнодорожного транспорта Указом Президиума Верховного Совета СССР от 1 августа 1959 года Орехову Валентину Егоровичу было присвоено звание Героя Социалистического Труда
С 2001 года проживал в Перми.

## Награды
- Герой Социалистического Труда (1959)
- Орден Ленина (1959)
- Медаль «За доблестный труд в Великой Отечественной войне 1941—1945 гг.»